# Juan Pablo Orrego
Juan Pablo Orrego  est un environnementaliste chilien. 

## Biographie
Juan Pablo Orrego s'est engagé pour la protection du peuple Pehuenche et contre les projets de barrage sur le Rio Biobío dans les années 1990 à 1996.  

## Distinction
Juan Pablo Orrego est l'un des six lauréats 1997 du Prix Goldman de l'Environnement. 